# ویلی ییده
ویلی یِیده (به آلمانی: Willy Jähde) (۱۸ ژانویه ۱۹۰۸ – ۲۵ آوریل ۲۰۰۲) نظامی آلمانی در دوره رایش سوم بود که در جریان جنگ جهانی دوم در ورماخت خدمت کرد.

## خدمت
ویلی ییده روز ۱۸ ژانویه سال ۱۹۰۸ در هلمسدورف زاده شد. سال ۱۹۲۶ به رایشسور پیوست و در یک یگان ترابری قرار گرفت. سال ۱۹۳۴ با درجه ستوان دوم به سلک افسران درآمد. هنگام آغاز جنگ جهانی دوم به درجه ستوان یکم ترفیع گرفته و فرمانده یک گروهان در گردان ۶۶ زرهی در لشکر هفتم زرهی بود. در نبرد لهستان و نبرد فرانسه خدمت و هر دو درجه نشان صلیب آهنین را دریافت کرد. سال ۱۹۴۰ به درجه سروان ترفیع گرفت و سپس به عنوان مدرس به دانشکده نظامی در پوتلوس منتقل شد.
میانه سال ۱۹۴۲ در هنگ ۲۹ زرهی در لشکر دوازدهم زرهی به خط مقدم در ناحیه لنینگراد بازگشت. تابستان همان سال رزم در نبرد کورسک را تجربه کرد. اواخر ماه اکتبر سال ۱۹۴۲ مجدداً به ناحیه لنینگراد رفت و فرمانده گردان سنگین ۵۰۲ زرهی با تانک‌های تیگر بود. این یگان از ماه نوامبر برای نزدیک به شش هفته درگیر نبردهای شدید دفاعی در نزدیکی نیفیل بود؛ جایی که به محاصره افتاد اما توانست خود را بیرون بکشد. نبردهای دفاعی این بار در ناحیه وراناوا ادامه پیدا کرد. یک یگان او در نقاط مختلف به عنوان «آتش‌نشان» در شرایط حساس استفاده می‌شد. تا ماه فوریه سال ۱۹۴۴ بیش از ۵۰۰ تانک دشمن توسط آن منهدم گشت. به جهت این دستاورد، روز ۱۶ مارس سال ۱۹۴۴ نشان عالی صلیب شوالیه صلیب آهنین به ییده اعطا گردید.
از ماه مه سال ۱۹۴۴ تا اواخر جنگ ییده دانشکده زرهی برای درجه‌داران را در آیزناخ فرماندهی کرد. پیش از پایان جنگ به وظایف رزمی بازگشت و یک گروه زرهی کوچک را فرماندهی نمود. به اسارت نیروهای آمریکایی درآمد و چند ماه بعد آزاد شد. پس از جنگ زندگی غیرنظامی پیش گرفت. مدتی در آلمان شرقی ساکن بود سپس با خانواده سال ۱۹۶۱ به آلمان غربی مهاجرت کرد و در توتسینگ ساکن شد.

## نشان‌ها
- صلیب آهنین
  - درجه ۲: ۱۰ سپتامبر ۱۹۳۹
  - درجه ۱: ۱۵ سپتامبر ۱۹۳۹
- صلیب شوالیه صلیب آهنین: سرگرد - فرمانده گردان سنگین ۵۰۲ زرهی: ۱۶ مارس ۱۹۴۴
- نشان تهاجم زرهی
- نشان زخم نقره‌ای[۲]